# 張菲
張菲（1951年12月4日—），台灣男藝人、主持人，本名張彥明，外號「菲哥」，小名「阿牛」，籍貫安徽省桐城，生於臺北市，在台灣的電視綜藝界跟吳宗憲、胡瓜和張小燕被合稱為「三王一后」，有「綜藝大哥大」之稱號。長年來張菲以戴著特殊形狀的墨鏡上台主持著稱，他在受訪時曾說明因他有重度的近視，又需要在舞台上更顯年輕，所以戴著墨鏡。
1979年，張菲與張魁、倪敏然、凌峰、夏雲飛合組「溫拿五鼠」，活躍秀場。1985 左右，與倪敏然、徐風，羅江、檢場在中視黃金拍檔組成黃金五寶。 在1980年代的台灣秀場界，張菲和豬哥亮橫掃台灣秀場，人稱「南豬北張」，而張菲、豬哥亮、邢峰、高凌風與倪敏然亦有「南豬、北張、中邢峰，高凌風草上飛，倪敏然總管」之合稱。
1995年，張菲與費玉清合作主持台視綜藝節目《龍兄虎弟》，獲得第30屆金鐘獎「綜藝節目主持人獎」。2000年4月8日，張菲所主持華視《龍虎綜藝王》停播，張菲宣布暫時退隱演藝圈；直到2002年4月20日，他宣布復出，與康康、黃品源共同主持中視綜藝節目《綜藝大哥大》。2004年，張與黃品源搭檔主持《綜藝大哥大》，拿下第39屆金鐘獎「綜藝節目主持人獎」。2011年9月24日，《綜藝大哥大》停播，他再度退隱演藝圈。一直到2018年1月6日，張菲再度復出主持華視綜藝節目《綜藝菲常讚》，節目至同年9月29日停播。

## 早年生平
張彥明生於臺北市，在家中排行第二，姊姊是費貞綾（恆述法師），弟弟是費玉清，三姊弟在演藝圈成績斐然。張菲的父親張舞曦是安徽桐城人，曾於2009年獲選第35屆「全國模範父親」，於2017年9月21日病逝，享壽96歲；母親譚翠俠，於2010年7月17日病逝於台北榮民總醫院，享壽85歲。
張菲從小自學吉他、鋼琴、薩克斯風；張自述初中一年級時，擁有全台500把吉他之一，並開始自學。因從小好動，熱愛並擅長運動，張菲自學生時期就多方發展。當時張菲加入學校體操隊，擅長單槓、雙槓，代表學校對外參加臺灣省運動會等比賽；他曾於受訪時回憶：「當時我可是單槓、雙槓王，校內比賽絕對是冠軍，到縣運、省運最好的名次差不多第三名吧。」張菲同時是校內樂隊指揮、擅長銅管樂器的喇叭，亦為演講比賽冠軍。
入伍服役後，張菲進入中華民國海軍陸戰隊軍樂隊，負責演奏低音號；但他覺得軍樂隊的生活太過枯燥乏味，開始試圖申請轉調藝工隊。然而當時藝工隊只缺一名薩克斯風手，不會演奏薩克斯風的張菲當下向對方保證自己能在短時間內練會，「你給我二個月時間，如果我不行，你再把我打回部隊」。此後，張菲每天早、中、晚在豬圈旁一邊養豬、一邊練習薩克斯風，他曾對此笑言：「那一批豬長得特別肥胖。」。

## 演藝生涯

### 1972年—1977年
張菲退伍後，於臺北市西門町各大西餐廳駐唱，專唱西洋歌曲。2018年，張菲回憶：「那時候我一個月在西餐廳裡面跑場，跑三個地方，早場吹薩克斯風，中場變個花樣彈電子琴唱歌，一個月可以賺到新台幣3萬元左右，薪水超過我父親三倍，我就買了我第一台重型機車。」當時張菲的收入已遠勝一般上班族，他十分滿意當時的生活，「我就覺得我已經成功了」。
1977年，某日張菲收工下班後，揹著薩克斯風送歌譜到「大使夜總會」給當時在秀場界已走紅、有「東方維納斯」之稱的姐姐費貞綾。張菲於後台得知，當晚預計開演的歌劇《梁山伯與祝英台》，原定飾演「大牛」的羅江因故臨時缺勤，夜總會經理正急於尋找適當代班人選。張菲當場在旁表示：「我會啊！呿，《梁山伯祝英台》從頭到尾全本我都會唱！」經理見到張菲是費貞綾的弟弟，便直接向張菲開價半個月檔期新台幣3萬元酬勞；張菲認為收入跟在西餐廳駐唱相比差不多，自己也比較喜歡音樂，當下回絕。費貞綾氣憤張菲不懂得把握機會，將張菲的薩克斯風往地上摔，張菲只得同意上台。
後來，《梁山伯與祝英台》大受歡迎，大使夜總會老闆對張菲大為讚賞，趁勢延長該劇檔期，並加碼提供張菲一個月新台幣5萬元酬勞，但張菲思考「我就怕秀下檔了，我也沒工作」；老闆為了留下張菲，再加碼讓他擔任副秀主持人，此後固定主持演出。張菲答應以後，在大使夜總會展現主持才華，一個月後升任主秀主持人，自此正式展開主持生涯。

### 1978年—2001年
出道後，張菲早年曾經在中視的兩個綜藝節目《一道彩虹》與《萬紫千紅》演出短劇，正式進入電視圈是在徐風與李靜美主持的中視綜藝節目《大舞台》。繼費玉清之後，費貞綾曾介紹張菲給知名音樂人劉家昌認識，希望替弟弟尋求更多機會。2010年，劉家昌在中天綜合台談話性節目《康熙來了》回憶，當時費貞綾帶張菲去錄音室見他，他看出張菲在歌壇的發展不會比費玉清好，於是對他們說「去去去，怎麼都是你們家的人」打發姐弟兩人，讓張菲頗有怨言。
1979年，張菲與張魁、倪敏然、凌峰、夏雲飛合組「溫拿五鼠」，戏仿温拿乐队，活躍秀場。在1980年代的台灣秀場界，張菲、豬哥亮、邢峰、高凌風與倪敏然有「南豬、北張、中邢峰，高凌風草上飛，倪敏然總管」之合稱，紅極一時。1984年12月15日至1988年1月9日，張菲與倪敏然、檢場、徐風、羅江共同主持中視綜藝節目《黃金拍檔》，被合稱為“黃金五寶”，是當時台灣家喻戶曉的藝人團體。
1988年9月29日，張菲獨自主持的中視綜藝節目《歡樂一百點》開播；身為該節目第一代主持人，張菲主持期間是節目全盛時期，他也替自己建立起「綜藝大哥」的地位。在此前後，張菲開始發展副業。1987年4月，臺北縣淡水鎮知名啤酒屋「海中天」成立，主打為張菲成立的品牌，張菲擔任首任董事長，檢場擔任總經理，兩人同為原始大股東，一時聲勢鼎沸；後來兩人退股，多年後海中天於2016年8月31日結束營業。1989年4月7日，張菲向臺北市政府登記成立工作室「彥明傳播娛樂開發有限公司」，簡稱「彥明工作室」，現已解散。
1993年3月27日至1997年11月，張菲與費玉清共同主持台視週末黃金時段經典綜藝節目《龍兄虎弟》，是兩兄弟首次合作主持綜藝節目，張菲在這段期間與金元萱傳出緋聞。張菲與費玉清於1995年以《龍兄虎弟》獲得第30屆電視金鐘獎「綜藝節目主持人獎」。
2000年4月8日，華視《龍虎綜藝王》停播，張菲宣布暫時退隱。

### 2002年—2015年
至2002年4月，張菲留了鬍子，宣布復出，與康康、黃品源共同主持中視週末黃金時段綜藝節目《綜藝大哥大》。張菲說：「我會留著鬍子復出，就是為了區隔過去的主持形象。」。2003年6月，《綜藝大哥大》當月的平均收視率達7.96，收視率最高曾突破8，堪稱中視當家綜藝節目。
2004年，《綜藝大哥大》收視率和聲勢持續領先同時段節目；張菲僅主持一個節目，錄製完成一小時節目的主持費達新台幣30萬元，價碼穩居台灣主持界龍頭。同年，張菲和黃品源以《綜藝大哥大》奪得第39屆電視金鐘獎「綜藝節目主持人獎」，再創事業高峰。張菲主持《綜藝大哥大》期間，最初每錄製完成一小時節目的主持酬勞為新台幣30萬元（每集節目兩小時共新台幣60萬元），後來隨收視率攀高，最高曾創下每小時節目的主持酬勞破新台幣45萬元（每集節目兩小時破新台幣90萬元）的台灣電視業主持界最高紀錄。2009年，酬勞調降回主持完成一小時節目新台幣30萬元至35萬元，金融風暴後因收視下滑和反映電視圈不景氣，再降至20萬元。
2011年9月24日，《綜藝大哥大》因收視率不佳停播，張菲再度宣布退隱演藝圈。

### 2016年—至今
2016年1月31日，張菲於「鴻海集團」尾牙擔任主持人，和謝金燕同台演出。外界傳聞該場尾牙是張菲再度復出前的暖身，他即將重返演藝圈。直到2017年12月25日，張菲再度復出主持華視週末黃金時段綜藝節目《綜藝菲常讚》；2018年1月6日節目首播，然而因製作成本高昂、一集節目製作費用達新台幣200萬元，且收視表現未盡理想，在營運虧損下，華視決定合約履行完畢後不續約，節目至同年9月29日停播，張菲以此節目入圍第53屆電視金鐘獎「綜藝節目主持人獎」。張菲在錄製節目最後一集時表示，幾經波折，節目型態和製作過程不如預期，「我們一開始設定的節目是戶外、實境秀的方向，但是幾經挫折之後，跟製作單位研究它的可行性，發現以我要拍的那個模式的外景，差不多一集的費用大概要200萬人民幣喔。」；他感嘆道：「我的才華不僅止於這個舞台，千里馬需要伯樂，還要有有錢的伯樂才有用。」。
2019年2月，張菲連續第七年擔任鴻海集團尾牙主持人，每年酬勞價碼固定為台幣500萬元。2020年1月22日，他第八年主持鴻海尾牙，和吳宗憲的長女吳姍儒搭檔。

## 個人生活

### 個人
張菲有「猶豫先生」之稱，主持與投資都很謹慎，不願先證實還沒有十足把握的事。2007年7月2日，張菲自述購屋三原則：「買房子不要有比較心理，最重要的是要舒適、鬧中取靜和交通便利。」。張菲習慣把自己在電視上所有的演出畫面都錄下來保存。2005年5月，張菲在《綜藝大哥大》訪問當時返回台灣處理倪敏然後事的退休藝人方正時表示，自己完善收藏他與方正一起在中視綜藝節目中表演的片段，「那段資料帶，中視沒有了，可是我有」。
張菲平日愛好戶外運動，橫跨陸、海、空領域，熱愛駕駛風帆、重型機車和輕航機，1978年首度駕駛風帆，是台灣首批風帆和輕航機玩家之一。張菲30歲開始跟白嘉莉之父、中華民國空軍退役飛官白全佐學習駕駛輕航機，前後約10年。當時白全佐將輕航機引進台灣，張菲立刻向其拜師，花半年準備學科考試，最後考取駕駛與教練執照，累積飛行時數約2,000小時。2008年，張菲以將近新台幣500萬元購入一架輕航機。
張菲曾駕駛輕航機載費玉清、李愛綺、楊林。張菲剛取得輕航機單飛許可後，載著費玉清升空出遊，卻因引擎熄火，只得靠空氣滑行，最後不得不緊急迫降於淡水紅樹林；當下費玉清尚未了解驚險情況，對張菲埋怨：「奇怪，你哪裡不降落，降到泥巴裡幹什麼？」後來剛恢復單身的張菲對那時當紅的楊林頗有好感，便向楊林邀約搭乘輕航機出遊的，她一口答應；但飛行當天，楊林帶著記者赴約，並表示「機會難得，來拍個運動飛行專題」。據媒體報導，當時張菲一笑帶過，稱職扮演「浪漫飛行員」。

### 感情及婚姻
張菲曾經結婚，前妻是韓國籍女子趙翠華，1975年結婚，兩人育有長子張少青、次子張少懷。1990年離婚。
張菲18歲時初戀，和每天通勤搭公車的同齡車掌小姐發展純情的戀愛，交往一年多以後牽手。張菲入伍當兵後，女友因移情別戀在張放假見面時提出分手，他向女友要求再陪對方最後一次搭車作為告別；張菲在車上一路傷心哭泣後送對方離去。後來，張菲曾於受訪時強調：「從此以後，我這一生就沒有再為任何女孩子掉過眼淚」。
當年張菲正式出道前在臺北市士林夜市裡的「七騎士」西餐廳駐唱，巧遇趙翠華和韓國旅行團來台灣觀光。張菲見到舞台下有一群用韓語交談的學生，注意到趙翠華，當場自彈自唱韓國民俗歌謠《阿里郎》；趙聽了相當開心，兩人因此認識。2018年1月張菲接受《聯合報》採訪時表示，他和趙翠華結婚是「父母教條下最典型的產物」，他回憶：「我爸媽從小教育我，女孩子要個頭壯、塊頭大，因為不容易生病，能做家事，也會生；而且指甲蓋要長，因為好命。她完全符合我媽要求，於是成了我結婚對象。」。兩人婚後從未吵架，後來趙翠華提出離婚，張菲認為：「她長大了。她22歲嫁給我，到30多歲以後才知道說她也有自己的人生。可能是我給她的幸福感不夠、給她的安定感不夠。」；「我覺得我要開始挽回這段婚姻，但一切都已經太遲了。我們走到這一步的時候，我已經覺得是我人生最大的遺憾。」。張菲解釋，女人愛男人，會看包括外型、氣質、大方、幽默、智慧，還會看錢，「我覺得沒問題」；但男人看女人，總覺得女人不該重視外型、更不能看錢，因為「緣分總發生在這些條件之外，這才叫真愛」。
與趙翠華離婚後，張菲未曾再婚。多年來，張菲的緋聞不少，常跟女藝人的名字連在一起，但他對外鮮少解釋或談論。這些女藝人包括江蕙、林慧萍、陳寶蓮、王行芝、金元萱、汪芷榆、瑪格麗特（第一位在台灣發展演藝事業的白俄羅斯藝人）、和家馨、夏禕、劉乙瑮等人。張菲自稱最仰慕的女藝人是江蕙。2003年12月2日，江蕙參加《綜藝大哥大》錄影時，首度表示「他（張菲）一直想和我當男女朋友，也曾經認真表白過」。
2018年，張菲受訪談及過往情事，他指出：「我知道婚姻跟愛情是兩回事。我的第一段戀情結束以後，我這一輩子都不會再談戀愛了。」對於過去諸多緋聞，張菲不願證實，只表示「我從來不追演藝圈女生的」、「十個女的九個肯，最怕男人嘴不穩。」。此外，張菲解釋自己和男人的微妙心理，自我剖析感情觀：女性在感情上會從多方面條件評估男性，對此他覺得沒什麼問題；但當張菲自己在選擇對象時，卻又總認為女方不該太重視男人外型，更不該審視男人的經濟條件，因為感情須排除各種外在條件才算真愛。張菲表示：「妳要的是單純的我，不是要我的錢，這才OK。這些年，我就一直陷在這個迷思裡面；雖然對很多女藝人曾動過情，但我也只能發乎情、止乎眼睛。」。對於外界評論張菲「有色無膽」，他認為：「我覺得，有色無膽才叫『真浪漫』；若有色有膽，看到一個喜歡（的）就去行動，那不就常上新聞了。」回首過往緋聞，張菲總結：「以前，陳寶蓮還沒走時，來台灣發展，就真的愛上我，我卻不會對她有非分之想；因為她是一個人來台北討生活，我若動作，就是趁人之危，於是寧願沒有。人生因此有許多紅粉知己，這就夠了。」。

### 交友
張菲的好友之一是倪敏然，兩人也是長期的合作夥伴，關係密切。倪敏然於2005年逝世時，張菲曾表示「失去他，讓我痛徹心扉。」2018年，張菲受訪談及倪敏然，他分析：「倪敏然嚴格上講是一個主觀意識很強的人，他有一個最大的優點就是他很霸道；他最了不起的地方是博學多聞，特別喜歡看書。」張菲總結表示：「我們相互崇拜、相互吸引。」。
張菲與另一藝人好友余天的交情超過40年，余天的大部分事情張菲都會參與。2016年5月15日，余天之父余志華病逝，余天指定張菲為治喪委員會總幹事，張菲立即答應。2016年8月24日，余天舉行「封麥演唱會」記者會，張菲缺席；余天對此感到憂心，他已和張菲失聯，擔心張菲的近況，「他生活封閉，萬一像倪敏然想不開怎麼辦？」同月25日，張菲主動報平安，原來他在深圳與當地輕航機飛行員相互交流，當月24日晚上才回台灣，自然缺席余天封麥演唱會記者會。張菲表示：「我在大陸都關手機，余天當然聯絡不上。我才一回來，聽說他又開腦、又跌跤、又突然來個封麥記者會，我驚呆了。」「我活得很快樂，不會像余天說的那樣。我哪會想不開？我是陽光、正面的黃金單身漢！」張菲自認余天的話已對他造成困擾，但他知道余天沒惡意。
2017年，張菲受訪談及豬哥亮時透露，豬哥亮於2009年復出後，他們曾聊到，豬哥亮在跑路躲債期間，許多綜藝節目都以模仿豬作為搞笑噱頭，彷彿豬不曾離開演藝圈。張菲認為，豬哥亮能夠重返演藝圈是失而復得，「我用台語告訴他：你若有這種『好狗命』，你就要好好珍惜。」張菲勸豬哥亮，不需為了工作還債而過度勞累、損害身體健康，應該愛惜並善待自己，好好享受人在老年仍可風光有成的樂趣。後來張菲發覺，豬哥亮的工作量過大，宣傳電影時眼神顯露疲憊，這並非好現象。豬哥亮住院病危時，張菲本想前去探病，但豬的家人表示他正在休養中，便不敢打擾。張菲感嘆，「現在想想，如果他沒復出，人生是否不同？是否可以多活幾年呢？」。
胡瓜是張菲於秀場時代的徒弟，曾與張菲同住近2年，上巨登育樂錄影秀《豬哥亮俱樂部》時曾說「張菲是我師父」。藝人鄭進一和康康亦為張菲徒弟。

## 主持作品

### 電視節目
| 年份                        | 頻道         | 節目                           | 備註                                                                               |
| 1993年3月27日-1998年3月     | 台灣電視公司 | 《龍兄虎弟》                   | 與費玉清並列第一代主持人；兩人跳槽華視主持《龍虎綜藝王》後，由黃安、徐乃麟接手主持 |
| 1977年                      | 中國電視公司 | 《大舞台》                     | 客串主持                                                                           |
| 1978年                      | 中國電視公司 | 《萬紫千紅》                   | 客串主持                                                                           |
| 1981年11月8日               | 中國電視公司 | 《鳳兒有情：鳳飛飛專輯》       | 鳳飛飛電視專輯，與鳳飛飛主持                                                       |
| 1984年12月15日-1988年1月9日 | 中國電視公司 | 《黃金拍檔》                   | 與倪敏然、檢場、徐風、羅江主持                                                     |
| 1987年5月28日-1987年10月8日 | 中國電視公司 | 《綜藝大亨》                   |                                                                                    |
| 1989年                      | 中國電視公司 | 《神仙、老虎、狗》             | 特別節目，宣傳中視八點檔連續劇《好小子吉利》                                       |
| 1989年-1989年               | 中國電視公司 | 《黃金假期 海陸大進擊》        | 第一代主持人                                                                       |
| 1990年                      | 中國電視公司 | 《歡樂傳真》                   | 第一代主持人                                                                       |
| 1988年9月29日-1993年        | 中國電視公司 | 《歡樂一百點》                 | 第一代主持人                                                                       |
| 2002年4月20日-2011年9月24日 | 中國電視公司 | 《綜藝大哥大》                 |                                                                                    |
| 1991年8月4日-1996年7月6日   | 中華電視公司 | 《笑星撞地球》                 | 與小亮哥、邰智源並列第一代主持人                                                   |
| 1995年12月22日-1998年2月6日 | 中華電視公司 | 《王牌威龍》                   | 兩代皆搭檔黃安，第一代另搭檔謝金燕、檢場，第二代另搭檔邰智源                       |
| 1998年3月28日-2000年4月8日  | 中華電視公司 | 《龍虎綜藝王》                 | 與費玉清主持                                                                       |
| 1998年3月7日-2000年         | 中華電視公司 | 《歡樂龍虎榜》                 | 與陳孝萱、黃子佼主持                                                               |
| 2018年1月6日-2018年9月29日  | 中華電視公司 | 《綜藝菲常讚》                 |                                                                                    |
| 2005年12月-2006年3月24日    | 東森綜合台   | 《張菲32現場》                 |                                                                                    |
| 2007年7月19日-待查          | 東森綜合台   | 《張菲夜電》（Fay's ShowTime） | 已停播                                                                             |

### 錄影秀
| 節目                 | 備註                       |
| 啟航影視《王牌登場》 | 與檢場主持，以葉啟田為主秀 |

### 社教節目
| 年份          | 頻道         | 節目       | 備註         |
| 1978年7月～？ | 中國電視公司 | 《儷人行》 | 與費貞綾主持 |

### 特別節目
| 年份                                   | 頻道                     | 節目                                                     | 備註                                                       |
| 1987年8月22日20:00～22:30              | 中國電視公司轉播         | 《第九屆金嗓獎頒獎晚會》                                 | 與恬妞主持                                                 |
| 1989年12月31日～1990年1月1日           | 中國電視公司             | 1990年跨年特別節目《快樂新年 新年快樂》                  | 與崔苔菁主持                                               |
| 1994年                                 | TVBS                     | 農曆新年特別節目                                         | 單獨主持                                                   |
| 2005年1月                              | 東風衛視                 | 南亞海嘯賑災特別節目                                     | 與張小燕、胡瓜、吳宗憲、陶晶瑩主持                         |
| 2008年2月6日                           | 廈門衛視、中天娛樂台     | 2008年除夕特別節目《2008歡喜大圍爐：兩岸閩南話春節晚會》 | 與陳亞蘭主持                                               |
| 2009年8月14日18:00～2009年8月15日00:00 | 中國電視公司、中天娛樂台 | 八八水災賑災特別節目《把愛傳出去 88賑災晚會》            | 與張小燕、沈春華、胡瓜、吳宗憲、陶晶瑩、曾國城、庹宗康主持 |
| 2009年10月31日20:00～22:30             | 中國電視公司             | 40週年台慶特別節目《展旺巔峰 再現風華 中視40台慶晚會》   | 單獨主持                                                   |

## 演出作品

### 電視劇
| 年份 | 頻道         | 節目       | 備註     |
|      | 中國電視公司 | 《梨花淚》 | 臨時演員 |

### 電視節目短劇
| 年份                     | 頻道         | 節目           | 備註                                       |
| 1980年                   | 中國電視公司 | 《一道彩虹》   | 固定班底                                   |
| 1984年                   | 中國電視公司 | 《飛上彩虹》   | 固定班底                                   |
| 1984年9月9日22:10～24:10 | 中國電視公司 | 《月夜揚帆》   | 中秋節特別節目，與陽帆合演搞笑短劇〈玩帥〉 |
|                          | 中國電視公司 | 《黃金拍檔》   | 扮演「董娘」等角色                         |
|                          | 中國電視公司 | 《歡樂一百點》 | 扮演「志明」                               |

### 電影
| 年份   | 片名               | 飾演                | 合作                                                     |
| 1983年 | 《抓鬼特攻隊》     |                     | 與方正、陶大偉、方育平主演                               |
| 1985年 | 《傻福星》         |                     | 與倪敏然、張瓊姿主演                                     |
| 1985年 | 《天生寶一對》     |                     | 與小彬彬、顏鳳嬌主演                                     |
| 1985年 | 《少爺兵》         |                     | 與許不了、方正、陶大偉、劉瑞琪 主演                      |
| 1987年 | 《大頭兵》         |                     | 與朱延平、倪敏然主演                                     |
| 1988年 | 《記得當時年紀小》 |                     | 與胡瓜、澎恰恰主演                                       |
| 1988年 | 《報告典獄長》     | 典獄長              | 與倪敏然、曾志偉、胡瓜、鄭進一、廖峻、卓勝利、澎恰恰主演 |
| 2012年 | 《寶島雙雄》       | 吳哥/黑道台西線老大 | 與夏雨、房祖名、陳漢典、錦榮、鄧家佳主演                 |

### 動畫配音
| 年份   | 片名              | 飾演           |
| 2004年 | 《加菲貓》台灣版  | 加菲(Garfield) |
| 2006年 | 《加菲貓2》台灣版 | 加菲(Garfield) |

## 音樂作品

### 專輯
| 年份   | 專輯                                                                                              | 發行                             | 曲目 |
| 1986年 | 《黃金拍檔熱門迎春大集合》 - 張菲與倪敏然、檢場、徐風、羅江合錄賀歲專輯，張菲唱第一首歌〈春呀哪〉 | 台灣：崇格企業出品，東尼機構發行 | 曲目 1. 春呀哪 |
| 2004年 | 墜入情網-西洋情歌自選輯《When I fall in love》 - 張菲推出第一張西洋歌曲專輯                       | 台灣：華納國際音樂發行           | 曲目 1. Strangers In The Night 2. When I Fall In Love 3. Theme From A Summer Place 4. Smoke Gets In Your Eyes 5. Misty 6. Can't Take My Eyes Off You 7. Volare(義大利文) 8. Walking My Baby Back Home 9. Around The World 10. Last Waltz                                                                     |
| 2005年 | 《Romance》浪漫情歌選 - 張菲推出第二張西洋歌曲專輯                                                | 台灣：華納國際音樂發行           | 曲目 1. 'O Sole Mio(我的太陽) 2. Papa Loves Mambo(老爸愛曼波) 3. La Vie En Rose(玫瑰人生) 4. More(至愛) 5. Crazy(為愛瘋狂) 6. I've Got You Under My Skin(愛你愛到心坎裡) 7. Autumn Leaves(秋天的落葉) 8. You Are So Beautiful(美麗佳人) 9. My Cup Runneth Over(我的心斟滿了愛) 10. The Way We Were(往日情懷) |

## 廣告代言
- 1985年乖乖「007巧克力餅」
- 廣東製藥「廣東苜藥粉」
- 五洲製藥「亞補膠囊」
- 2004年皇翔建設「皇翔峇里島」
- 2005年～2006年台灣傲勝國際「OSIM按摩椅」
- 2010年鈊象電子《明星三缺一Online》
- 2010年三洋藥品「國安統固安葡萄糖胺液」
- 2013年台灣菸酒公司「玉山台灣高梁酒」
- 2013年台灣菸酒公司「玉山台灣原窖」
- 2013年宏盛建設「宏盛新世界2」
- 2014年宏盛建設「宏盛新世界3」
- 2014年宏盛建設「宏盛水悅」
- 2020年宇峻奧汀《拉斯維加斯娛樂城》
- 2021年始祖鳥互動娛樂《鴻圖之下》
- 2023年橙豐科技《辣財神娛樂城》

## 獎項紀錄
| 年份   | 獲提名     | 獎項                         | 結果 |
| ------ | ---------- | ---------------------------- | ---- |
| 1995年 | 龍兄虎弟   | 第30屆金鐘獎綜藝節目主持人獎 | 獲獎 |
| 1997年 | 龍兄虎弟   | 第32屆金鐘獎綜藝節目主持人獎 | 提名 |
| 2004年 | 綜藝大哥大 | 第39屆金鐘獎綜藝節目主持人獎 | 獲獎 |
| 2005年 | 綜藝大哥大 | 第40屆金鐘獎綜藝節目主持人獎 | 提名 |
| 2006年 | 綜藝大哥大 | 第41屆金鐘獎綜藝節目主持人獎 | 提名 |
| 2010年 | 綜藝大哥大 | 第45屆金鐘獎綜藝節目主持人獎 | 提名 |
| 2011年 | 綜藝大哥大 | 第46屆金鐘獎綜藝節目主持人獎 | 提名 |
| 2018年 | 綜藝菲常讚 | 第53屆金鐘獎綜藝節目主持人獎 | 提名 |

## 外部連結
- 張菲的新浪微博
- 張菲的Facebook專頁
- 張菲在互联网电影资料库（IMDb）上的資料（英文）
- 張菲在香港影庫上的簡介
- 張菲在时光网上的簡介（简体中文）
- 張菲在豆瓣上的资料（简体中文）